# Лампедуза и Линоза
Лампеду́за и Лино́за (итал. Lampedusa e Linosa, сиц. Lampidusa e Linusa, араб. لامپدوزا الینوزا‎) — итальянская коммуна, относящаяся к провинции Агридженто административного региона Сицилия. Расположена примерно в 300 км к югу от Палермо, в 220 км к юго-западу от Агридженто и в 260 км к юго-востоку от Туниса. Это самая южная итальянская коммуна.
В состав коммуны входят Пелагские острова — Лампедуза, Линоза и необитаемый Лампионе. Площадь коммуны — 25,48 км². Население — около 6 тысяч человек.
Покровительницей коммуны почитается Пресвятая Богородица (Madonna di Porto Salvo), празднование 22 сентября.